# Иларион Танев
Иларион Танев Танев е български военен деец, полковник, участник Сръбско-българска война (1885) и командир на 6-и конен полк през Балканската война (1912 – 1913).

## Биография
Иларион Танев е роден на 25 декември 1868 година в Търново. Основното и класното училище завършва в родния си град. През 1883 година постъпва във Военното училище в София. При избухването на Сръбско-българската война (1885) се записва за доброволец в 7-и пехотен преславски полк, в редиците на който участва в боевете при Вишая и Сливница. За проявено геройство е награден с войнишки кръст „За храброст“ IV степен.
През 1886 г. участва в детронацията на княз Александър I Батенберг, за което е изключен от военното училище, но по-късно амнистиран и продължава образованието си. След завършването е произведен в чин подпоручик и зачислен в кавалерията. Служи във втори кавалерийски полк. През 1910 година е произведен в чин полковник.
През Балканската война (1912 – 1913) полковник Танев командва 6-и конен полк. Взема участие и в Междусъюзническата война (1913). На 28 юни 1913 г. е пленен от части на 10-и пехотен сръбски полк близо до Босилеград и е разстрелян. Заедно с него са разстреляни и поручиците Стефан Контев, Станислав Стефанов, Христо Владев и Асен Минков. След войната тленните му останки (както и на останалите разстреляни офицери и войници) са пренесени в гробището на църквата в Босилеград.

## Награди
- Войнишки кръст „За храброст“ IV степен (1885)

## Военни звания
- Подпоручик (27 април 1887)
- Поручик (18 май 1890)
- Ротмистър (1895)
- Майор (1903)
- Подполковник (31 декември 1906)